# Spencer Mountain
|  | No s'ha de confondre amb Spencer's Mountain. |

Spencer Mountain és una població dels Estats Units a l'estat de Carolina del Nord. Segons el cens del 2000 tenia 51 habitants.

## Demografia
Segons el cens del 2000, Spencer Mountain tenia 51 habitants, 16 habitatges i 14 famílies. La densitat de població era de 40,2 habitants per km².
Dels 16 habitatges en un 50% hi vivien nens de menys de 18 anys, en un 43,8% hi vivien parelles casades, en un 25% dones solteres, i en un 12,5% no eren unitats familiars. En el 12,5% dels habitatges hi vivien persones soles el 6,3% de les quals corresponia a persones de 65 anys o més que vivien soles. El nombre mitjà de persones vivint en cada habitatge era de 3,19 i el nombre mitjà de persones que vivien en cada família era de 3,29.
Per edats la població es repartia de la següent manera: un 37,3% tenia menys de 18 anys, un 9,8% entre 18 i 24, un 25,5% entre 25 i 44, un 23,5% de 45 a 60 i un 3,9% 65 anys o més.
L'edat mediana era de 30 anys. Per cada 100 dones de 18 o més anys hi havia 68,4 homes.
La renda mediana per habitatge era de 32.143 $ i la renda mediana per família de 32.143 $. Els homes tenien una renda mediana de 32.083 $ mentre que les dones 18.750 $. La renda per capita de la població era de 14.848 $. Cap de les famílies i l'1,3% de la població estaven per davall del llindar de pobresa.

## Poblacions properes
El següent diagrama mostra les poblacions més properes.